# Delmonico's
Delmonico's é um restaurante de Nova York localizado na Beaver Street, em Manhattan. Ao longo dos anos se expandiu em vários endereços que se distinguem por sua duração, qualidade e fama variadas.
O original e mais famoso foi operado pela família Delmonico e ficava localizado no número 2 da South William Street em Lower Manhattan (atualmente opera no mesmo local com endereço diferente). Ele ganhou a reputação de ser um dos melhores restaurantes chiques do país. Berço do amplamente imitado corte de bife Delmonico, o restaurante é considerado um dos primeiros restaurantes americanos a permitir que os clientes façam pedidos de um menu à la carte. É também considerado o primeiro a empregar uma lista de vinhos separada.
A família também abriu outros restaurantes com o mesmo nome, operando até quatro por vez e totalizando 10 estabelecimentos na época em que deixou o negócio em 1923.
Em 1926, Oscar Tucci comprou o andar térreo e o porão do edifício da Beaver Street, e reabriu o Delmonico's como um bar clandestino. Durante as décadas de 1920 e 1930, os andares superiores do local estavam sendo usados como escritórios de seguros de navios, escritórios jurídicos e outros tipos de escritórios. Em 1933, após a revogação da Lei Seca, Tucci obteve a terceira licença para bebidas alcoólicas na cidade de Nova York e rapidamente renomeou o restaurante para Oscar's Delmonico's. Na década de 1940, Tucci conseguiu comprar o prédio inteiro. Outros restaurantes Delmonico's operaram desde o final dos anos 1980 até 1992 e desde 1998.

## História

### Origem

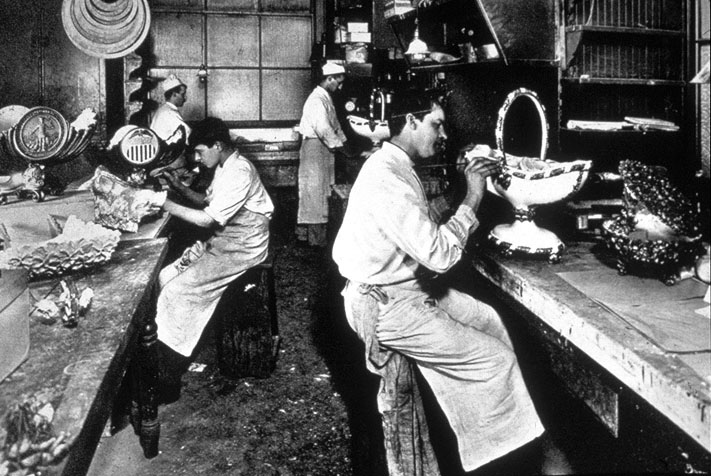
Funcionários trabalham na cozinha em 1902.

O Delmonico's original foi inaugurado em 1827 como uma confeitaria alugada no número 23 da William Street, inicialmente servindo doces, bolos, vinhos, charutos e, a grande novidade para os nova-iorquinos, um chocolate espesso e quente. Só apareceu em uma lista de restaurantes em 1830. Foi inaugurado pelos irmãos John e Peter Delmonico, de Ticino, na Suíça. Em 1831, juntou-se a eles seu sobrinho, Lorenzo Delmonico, que acabou se tornando o responsável pela carta de vinhos e pelo cardápio do restaurante.
Os irmãos mudaram seu restaurante várias vezes antes de se estabelecerem no número 2 da South William Street. Quando o edifício foi inaugurado em agosto de 1837, após o Grande Incêndio de Nova York, os nova-iorquinos foram informados de que as colunas da entrada haviam sido importadas das ruínas de Pompeia. Eventualmente, tornou-se um dos restaurantes mais famosos de Nova York, com sua reputação crescendo e ganhando destaque nacional.

### Expansão e fechamento
No início da década de 1850, o restaurante sediou a reunião anual da New England Society of New York, que contou com muitos oradores importantes da época. Em 1860, Delmonico's providenciou o jantar de boas-vindas ao Príncipe de Gales. O jantar foi servido em uma sala especialmente construída; o menu era francês. O jornal New York Times relatou: "Podemos dizer francamente que nunca vimos uma ceia pública servida de uma forma mais inacessível, com maior discrição, ou em uma escala mais luxuosa". Em 1862, o restaurante contratou Charles Ranhofer, considerado um dos maiores chefs de sua época. Em 1876, a notícia dos preços nos restaurantes Delmonico's se espalhou pelo menos até o Colorado, onde reclamações sobre o custo do vinho, ovos, pão e manteiga, café e batatas ("2 batatas custam 15 centavos") apareceram no Pueblo Daily Chieftain.
O negócio foi tão bem-sucedido que de 1865 a 1888 se expandiu para quatro restaurantes com o mesmo nome. Em vários momentos, houve Delmonico's em dez locais. A Delmonico's desocupou o edifício Delmonico de seis andares na Quinta Avenida com a rua 26 em 1899. O edifício foi vendido a John B. Martin, proprietário do Martin Hotel, em maio de 1901.
Em 1919, Edward LC Robins comprou o Delmonico's. Sua localização privilegiada na Quinta Avenida com a rua 44 fechou em 1923 como resultado da mudança de hábitos de jantar devido à Lei Seca. Esse local foi a encarnação final de Delmonico's com continuidade ao original.
| Endereço                            | Anos                | Notas                                                               |
| ----------------------------------- | ------------------- | ------------------------------------------------------------------- |
| 23 William Street                   | 1827-1835           | "Delmonico & Brother, confeiteiros", pequena cafetaria e pastelaria |
| 25 William Street                   | 1830-1835           | "Delmonico & Brother, Confeitaria e Restaurante Francês"            |
| 76 Broad Street                     | 1836-1845           |                                                                     |
| 2 South William St.                 | 1837-1890 1891-1917 | "Restaurante Delmonico", informalmente chamado de "A Cidadela"      |
| 25 Broadway                         | 1846-1856           | The Delmonico Hotel                                                 |
| Chambers Street com Broadway        | 1856-1876           |                                                                     |
| East 14th Street com Quinta Avenida | 1862-1876           |                                                                     |
| 22 Broad Street                     | 1865-1893           |                                                                     |
| Quinta Avenida com Rua 26           | 1876-1899           | Lagosta a la Newberg inventada aqui em 1876                         |
| 112–114 Broadway perto de Pine St.  | 1876-1888           |                                                                     |
| Quinta Avenida com Rua 44           | 1897-1923           | Último restaurante de propriedade da família Delmonico              |

## Retornos posteriores

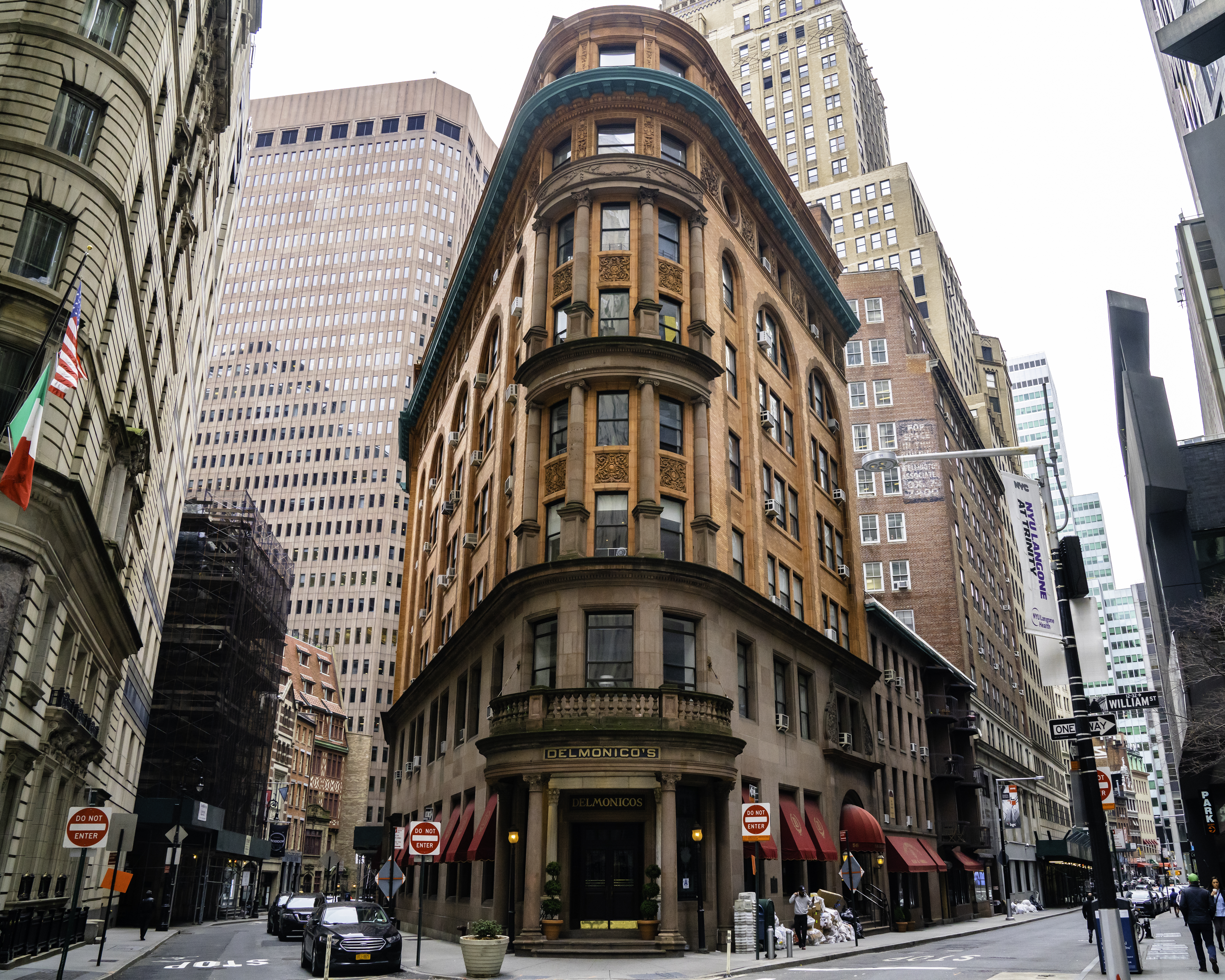
2 South William Street (atual 56 Beaver Street).

Em 1927, Oscar Tucci abriu um "Delmonico's" popularmente chamado de "Oscar's Delmonico's" na antiga localização do Delmonico do número 56 da Beaver Street e South William Street em Nova York. A família Delmonico entrou com um processo para impedir, mas um tribunal decidiu que eles haviam abandonado os direitos ao nome. A unidade de Tucci adotou os menus e receitas originais e tornou-se distinta por si só, continuando a atrair políticos e celebridades proeminentes. Tucci também instituiu muitos dos padrões profissionais em uso hoje em restaurantes americanos. A era Tucci também produziu três dos mais proeminentes especialistas do século XX: Sirio Maccioni do Le Cirque, Tony May do San Domenico e Rainbow Room, além de Harry Poulakakos do Harry na Praça Hanover. Na década de 1930, Tucci inventou a salada de cunha depois de colher produtos em uma fazenda local.
Sob a propriedade dos Tuccis, Mario Tucci, filho de Oscar Tucci, abriu outro Delmonico's no número 55 da Arch Street. Mario Tucci referiu-se a ele como algo novo para servir muitos dos mesmos clientes que frequentavam o Delmonico's no 56 da Beaver Street. Em 1981, um novo Delmonico's foi inaugurado no local por Ed Huber, que funcionou até 1992.
O edifício ficou vago até 1998, quando o Grupo Bice adquiriu o imóvel e voltou a abrir um Delmonico's, com Gian Pietro Branchi como chef executivo, que entregou o cargo a Spencer Levy. Em 1999, o restaurante foi vendido para a parceria Ocinomled, que continua a operar Delmonico's na localização original da South William Street. O site atual lista o endereço como 56 Beaver Street.

## Clientes notáveis
Entre as muitas pessoas conhecidas que frequentavam o Delmonico's estão Jenny Lind, que, dizem, comia lá depois de cada show; Theodore Roosevelt; Chester Arthur; Mark Twain; Arthur Sullivan; "Diamond Jim" Brady ; Lillian Russell, geralmente na companhia de Brady; Charles Dickens; Oscar Wilde; JP Morgan; James Gordon Bennett, Jr.; Nikola Tesla; Eduardo VII enquanto Príncipe de Gales; e Napoleão III da França. O jornalista Jacob A. Riisdisse era um cliente de um tipo diferente: em seu livro The Making of an American, ele afirmou que, quando estava sem sorte, um gentil cozinheiro de língua francesa do Delmonico's passava comida para ele pela janela de um porão.
Clarence Day, Jr. escreveu sobre almoçar no Delmonico's com seu pai em sua coleção de contos Life With Father. No filme de 1947 com o mesmo nome, uma cena se passa no restaurante; provavelmente recriando a localização da William Street.

## Galeria de imagens

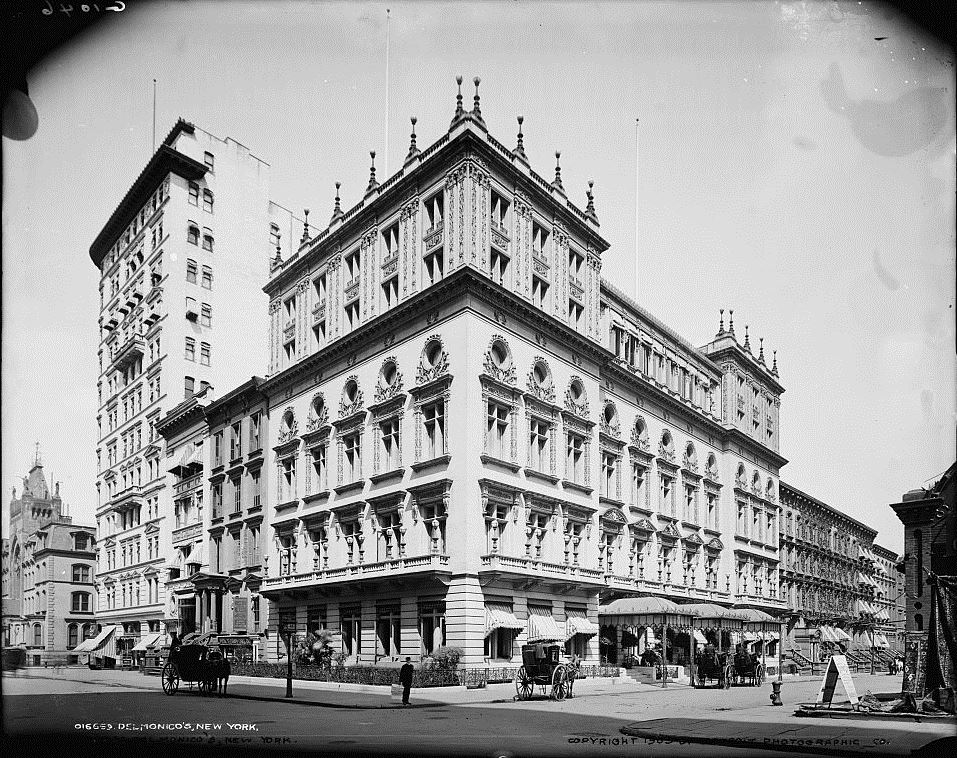
Delmonico's em 1903
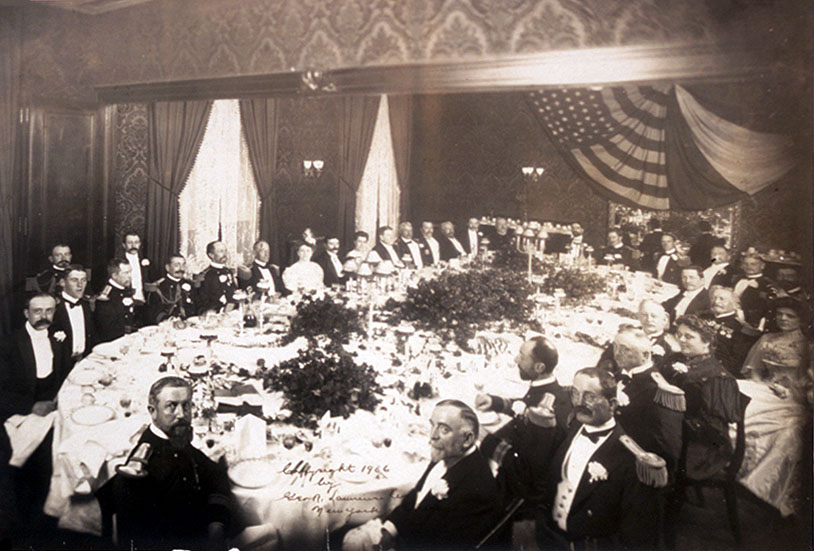
Jantar em 1906
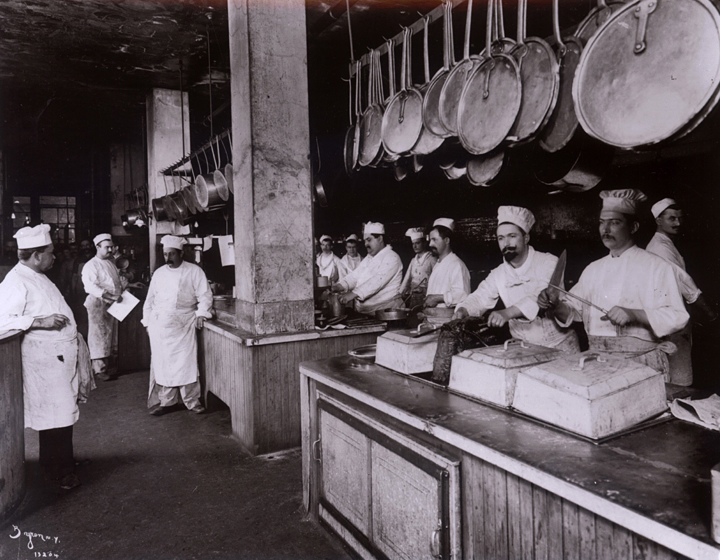
A cozinha em 1902
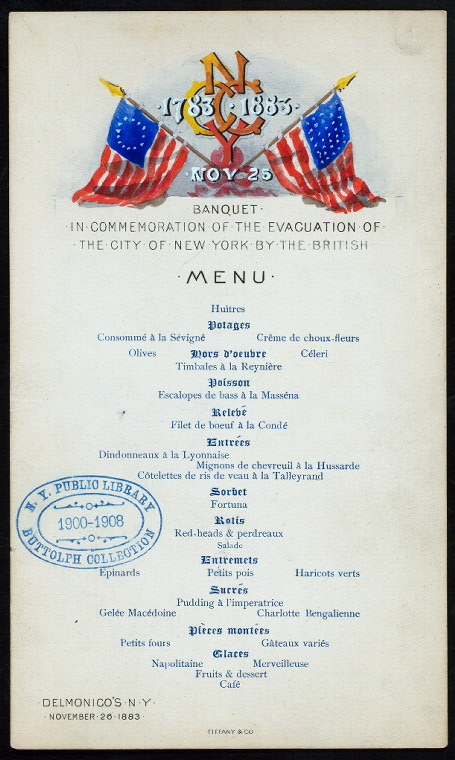
Cardápio de 1883